# Exosoma gaudionis
Exosoma gaudionis es una especie de insecto coleóptero de la familia Chrysomelidae.
Fue descrita científicamente en 1862 por Reiche.